# مقاطعة فولتون (نيويورك)
مقاطعة فولتون (بالإنجليزية: Fulton County)‏ هي إحدى المقاطعات في ولاية نيويورك في الولايات المتحدة الأمريكية.